# Mahaprajapati Gotami
Mahaprajapati Gotami o Maha Prajapati Gotami Theri era la tia materna i la mare adoptiva de Siddharta Gautama (Buda). Fou, segons la tradició budista, la primera dona a demanar entrar en el sangha monàstic i esdevenir degana de monges. És sovint mencionada en documents relacionats amb la història de Buda. Com tot el que ha succeït a Siddharta Gautama, sobre el que no hi ha res escrit durant els dos segles següents a la seva mort; les informacions en relació amb Mahaprajapati Gautami són de vegades contradictòries, particularment algunes Jatakas, clarament llegendàries.

## Biografia
Germana més jove de Maya, mare de Siddharta, va néixer a Devadaha. El seu pare era Anjana del clan Koliya. Segons l'Apadana, la seva mare s'anomenava Sulakshana, però el Mahavatsu li diu Yashodhara. Tenia dos germans, Dandapani i Suppabuddha. Des del seu naixement, es predigué a cadascuna de les germanes un destí de Cakkavattin (algú que té una gran influència sobre el curs de les coses). El nom de Prajapati (mestra) li fou escollit perquè es va predir que tindria nombrosos deixebles. Gautami sembla el seu nom de família i no el del seu marit. Quan Maya, la mare de Buda, va morir, Prajapati es va encarregar d'instruir el jove Siddharta, confiant el seu propi fill Nanda a una dida. Prajapati Gautami tingué també una filla, Sundari Nanda.

## Naixement del sangha femení
Quan Suddhodana morí, Mahaprajapati era ja sotapanna (primer estadi de la santedat pels laics), ja que hauria decidit practicar les perfeccions en haver sentit Buda predicar el Mahādhammapāla Jātaka després de la seva il·luminació. Esperava l'ocasió per a convertir-se en monja mendicant. Aquesta es presentà quan Gautama tornà per a regular una disputa entre els Sakya i els Koliya amb relació als drets del riu. Predicà per a aquesta ocasió el Kalahavivāda Sutta i cinc-centes joves demanaren entrar a la sangha. Les dones i Prajapati Gautami sol·licitaren també la seva entrada en els ordes, però Buda ho refusà i se n'anà cap a Vaisali. Obstinades, Gautami i les seves companyes s'afaitaren el cap, es vestiren de groc i es posaren en marxa per tal de seguir-lo. Finalment, Ananda el persuadí d'acceptar i aquest, a contracor, els imposà vuit regles suplementàries que les sotmetien als seus homòlegs masculins.

## Degana del sangha femení
En contrast amb l'episodi precedent, uns altres passatges descriuen Buda tenint un interès marcat en la carrera monàstica de la seva mare adoptiva. Així, quan algunes monges refusaren la seva autoritat, considerant que no havia estat pròpiament ordenada, Buda confirmà el caràcter oficial de les vuit regles de Vaisali (upasampada).

## Vides anteriors
La tradició budista considera que els destins religiosos excepcionals demanen diverses vides de pràctica i d'acumulació de perfeccions (parami). Una anècdota popular relata que en una vida anterior es va allotjar amb les seves companyes durant l'estació de les pluges fent construir barraques, alimentant-les i oferint a cadascuna tres vestits. En el Cullanandiya Jataka, el futur Buda és un mico i la seva mare un altre tipus de mico anomenat cercopitec. En el Culladhammapāla Jakata, el seu fill és príncep i ha matat sota les ordres del seu pare, que no és altre que l'etern enemic de Gautama, el seu cosí Devadatta.